# W krwawym polu
W krwawym polu (znana również pod tytułami Pobudka, Sygnał, Pieśń z obozu Jeziorańskiego, Poszli w boje, Niechaj Polska zna) – pieśń powstania styczniowego autorstwa Wincentego Pola. Muzykę skomponował Alfred Bojarski.
Prawdopodobnie utwór został napisany przez Wincentego Pola w końcu lutego 1863 roku we Lwowie jako forma pożegnania przyjaciół, którzy wyruszali do oddziałów partyzanckich w powstaniu styczniowym. Inspiracją dla poety miała być ponoć melodia grana na gitarze przez Alfreda Bojarskiego. Nazwa Pieśń z obozu Jeziorańskiego jest związana z tym, że początkowo utwór był śpiewany przez powstańców z oddziału Antoniego Jeziorańskiego. Wincenty Pol jest najprawdopodobniej autorem tylko dwóch pierwszych zwrotek utworu znanych pod tytułem Kilka kart, pozostałe zaś są dziełem anonimowym.